# を
を en hiragana ou ヲ en katakana sont deux kanas, caractères japonais, qui représentent la même more. Ils sont prononcés /o/ (ou parfois /ɰo/) et occupent la 45e place de leur syllabaire respectif, entre わ et ん (ou, pour を, la 47e si on compte les hiraganas obsolètes ゐ et ゑ).

## Origine
L'hiragana を et le katakana ヲ proviennent respectivement, via les man'yōgana, des kanjis 遠 et 乎.

## Prononciation et différence avec お (オ)
Les réformes orthographiques post-Seconde Guerre mondiale ont amené à écrire les mots qui contenaient initialement un を (wo) avec un お (o), comme le mot danse, をどり, devenant おどり, car leur prononciation est identique (/o/). Néanmoins, dans le cas où を est une particule (mot grammatical) celle-ci conserva sa forme historique, ce choix permettant une lecture plus aisée des phrases car を devient immédiatement identifiable comme une particule, évitant d'être par exemple interprété comme un préfixe associé au mot suivant, le japonais s'écrivant généralement sans espaces entre les mots. Toutefois, en japonais contemporain, il n'est pas rare de prononcer を /ɰo/, pour insister sur le fait qu'il ne s'agit pas de お /o/, comme lorsqu'on prononce en français, à dessein, les lettres muettes, ou bien encore parfois dans les chansons par effet de style.

## Romanisation
Selon les systèmes de romanisation Hepburn, Kunrei et Nihon, を et ヲ se romanisent en « wo ». Néanmoins, quand を est utilisé comme une particule enclitique, il s’écrit « o »,, excepté dans le système Nihon.

## Tracé
L'hiragana を s'écrit en trois traits :
1. Trait horizontal ;

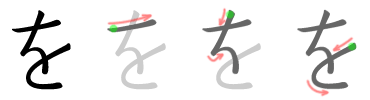
Ordre des traits pour を.

2. Trait débutant diagonalement, coupant le premier, puis rebroussant brièvement chemin diagonalement et changeant de direction pour terminer verticalement ;
3. Boucle ouverte à droite coupant la fin du deuxième trait.

Le katakana ヲ s'écrit en trois traits :
1. Trait horizontal,

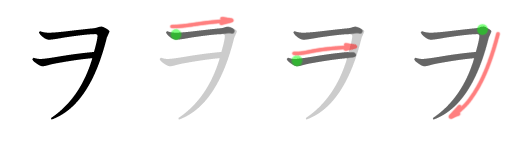
Ordre des traits pour ヲ.

2. Trait horizontal en dessous et parallèle au premier
3. Trait en diagonale débutant par la droite du premier trait et descendant par la droite du deuxième trait.

## Représentation informatique
- Unicode :
  - を : U+3092
  - ヲ : U+30F2